# Dresseur Pokémon
Dans l'univers Pokémon, un dresseur Pokémon est une personne qui capture des Pokémon sauvages avec des Poké Balls, les élève et les entraîne à combattre les Pokémon d'autres dresseurs. Le protagoniste de chaque version des jeux vidéo Pokémon est un dresseur ambitieux. Un dresseur notoire est Sacha, le personnage principal de l'anime Pokémon.
Le terme Dresseur Pokémon peut aussi être utilisé dans un sens plus générique: n'importe quelle personne avec au moins un Pokémon en sa possession peut être considéré comme un dresseur. Dans ce sens, les personnes impliquées dans des occupations reliées aux Pokémon, comme des Coordinateurs Pokémon ou des Artistes Pokémon peuvent eux aussi être considérés comme des Dresseurs Pokémon.

## But d'un dresseur Pokémon

### Le départ
Une personne devient généralement un Dresseur Pokémon quand elle a dépassé l'âge de dix ans. Une autorité choisie par la Ligue Pokémon régionale, généralement un expert en Pokémon comme le Professeur Chen, peut autoriser à un potentiel dresseur de choisir son premier Pokémon. Dans les jeux vidéo, un second dresseur, souvent appelé le "rival", choisira le Pokémon avec un avantage de type face à celui choisi par le joueur. 

### Pokédex
Quelques Dresseurs Pokémon emportent avec eux un Pokédex, qui leur sert à s'identifier ainsi qu'à conserver un suivi des Pokémon que le dresseur a vu ou capturé. Le processus de complétion de cette liste est souvent appelé « remplir » le Pokédex. Dans la série animée, le Pokédex est déjà rempli d'informations dont un dresseur a besoin pour identifier un Pokémon, mais dans les jeux vidéo, les données du Pokédex sont vides et seront graduellement remplies au fur et à mesure que le joueur voit ou capture des Pokémon. Quand un Pokémon est rencontré, une image de ce Pokémon est transmise vers le Pokédex, ainsi que les régions dans lesquelles il peut être trouvé. En attrapant ce Pokémon, le Pokédex donnera une petite description, ainsi que son poids et sa taille. 

### Ligue Pokémon
Beaucoup de Dresseurs Pokémon participent à des compétitions dans la Ligue Pokémon de leur région. Pour pouvoir participer à ces compétitions, un dresseur doit gagner un certain nombre de Badges provenant de différentes arènes de la région en combattant.

## Matchs Pokémon
Les matchs Pokémon, aussi appelés combats Pokémon ou batailles Pokémon, sont des moyens utiles pour que les Pokémon s'exercent, et sont surtout la source majeure de revenus pour un dresseur. Un match Pokémon est essentiellement un combat où deux équipes de Pokémon se battent jusqu'à ce que tous les membres d'une équipe soient KO. Dans un combat Pokémon classique, seul un Pokémon de chaque équipe peut se battre en même temps; dans certains jeux, des double matchs ou combat duo, sont possibles. Dans ces combats, deux paires de Pokémon (une pour chaque équipe) peuvent se battre en même temps. 
Dans les jeux vidéo, un dresseur vainqueur reçoit une somme d'argent de la part du dresseur vaincu. Cet argent peut être utilisé pour acheter des objets dans la Boutique Pokémon locale, un supermarché spécialisé en objets liés aux Pokémon. À la fin d'un combat, les Pokémon du dresseur vaincu sont généralement tous KO. Dans ce cas là, les dresseurs se dirigent rapidement vers un Centre Pokémon, qui soigne leurs Pokémon gratuitement. Dans la série animée, les Centres Pokémon servent aussi d'auberges pour les Dresseurs Pokémon.
Des combats peuvent aussi arriver entre le dresseur et des Pokémon sauvages. En affaiblissant un Pokémon sauvage et en le capturant dans une Poké Ball, le dresseur pour acquérir ce nouveau Pokémon. Les Dresseurs Pokémon ne sont pas autorisés à avoir plus de six Pokémon sur eux à la fois. Les Pokémon supplémentaires sont automatiquement entreposés dans un système de PC.

## Types de Dresseurs Pokémon
Bien que les Dresseurs Pokémon aient peu de distinctions, certains sont titulaires de certains titres:

### Champions
Un champion d'arène est un dresseur qui s'occupe d'un établissement d'entraînement pour un type spécifique de Pokémon.  Dans certains cas plus rares, une équipe de Pokémon de l'arène peut comprendre plusieurs types différents. Quelques arènes sont agréées par une ligue Pokémon régionale, et les champions de ces arènes offrent un badge aux dresseurs qui ressortent vainqueurs d'un combat Pokémon en arène. Dans les jeux vidéo, les champions d'arène donnent aussi une capsule technique (CT) aux dresseurs vainqueurs. Cette CT permet au dresseur d'apprendre une capacité à un de ses Pokémon. Généralement la CT donnée est du même type que l'arène. 
Un membre du Conseil des 4 est un des quatre dresseurs qu'un dresseur doit vaincre à la suite avant de pouvoir combattre le champion de la ligue Pokémon de la région.
Un maître Pokémon est un titre donné à un dresseur qui a (à quelques exceptions près), rempli l'intégralité de son Pokédex. Dans la série animée, beaucoup de dresseurs Pokémon se fixent l'objectif de devenir maître Pokémon, mais certains abandonnent à cause d'une autre possibilité de carrière ou d'un obstacle insurmontable. Certains dresseurs choisissent de se spécialiser dans un type de Pokémon particulier pour obtenir une maîtrise sur ce type particulier. Ondine, par exemple, essaye de devenir un maître Pokémon eau. Dans les jeux vidéo, devenir maître Pokémon est une tâche impossible avec un seul jeu - l'échange de Pokémon avec des dresseurs utilisant d'autres versions est nécessaire pour devenir maître Pokémon, car certains Pokémon ne sont disponibles que dans certaines versions.

### Coordinateurs Pokémon
Un coordinateur Pokémon est une personne qui participe régulièrement aux concours Pokémon de différentes villes. Pour être un coordinateur Pokémon, un dresseur a besoin d'un Pokémon, d'un minimum de connaissance sur les différentes attaques, des PokéBlocks ou des poffins selon la région, un passe concours, et/ou des rubans.
Dans les saisons 6 à 9 de l'anime, Flora (Haruka dans les versions japonaises) est une coordinatrice qui a tendance à participer au plus de concours Pokémon possibles afin de gagner 5 Rubans et de participer au Grand Festival d'une région. Les rivaux de Flora, Drew, Harley et Soledad, sont aussi coordinateurs Pokémon.
Dans les saisons 10 à 13, c'est Aurore (Hikari dans les versions japonaises) qui remplace Flora. Ses rivaux sont Zoé, Kenny, Nando, Jessie et Ursula.
Le but de tout coordinateur Pokémon est de devenir Top coordinateur. Pour cela, il faut remporter un Grand Festival.

### Artistes Pokémon
Une artiste Pokémon est une personne participant à un salon. Cette compétition existe uniquement dans la région de Kalos et destinée aux concurrentes féminines. 
Deux épreuves sont disponibles. La première partie est de monter sur scène avec leurs Pokémon habillés lors des démonstrations. La compétition peut avoir plusieurs thèmes comme la cuisine, le stylisme, ou encore un quiz. La deuxième épreuve est une épreuve libre. Elle consiste à exécuter une performance rythmique et coordonnée.
La récompense sont les Clés de la Princesse qui sont au même titre que les badges ou les rubans. Les candidates doivent en avoir au minimum trois pour participer à Épreuve des Élues. Serena participe au salon dans les saisons 18 à 19. Les votes prennent une autre fonction. Les résultats des jurys sont aussi important que les téléspectateurs.
La priorité des artistes Pokémon consiste à devenir Reine de Kalos. Il faut cependant remporter le Salon Pokémon.

## Badges d'Arènes
Le but de beaucoup de dresseurs Pokémon n'est pas seulement de dresser des Pokémon puissants (ou d'aider des Pokémon à devenir de meilleurs combattants), mais de participer à des compétitions dans la ligue de leur région. Pour faire cela, ils doivent collectionner les huit badges d'arènes de la région.
Dans les jeux vidéo, un badge d'arène sert non seulement à un symbole du progrès du joueur à travers le jeu, mais aussi à augmenter l'autorité du joueur sur les Pokémon. Un badge donnera généralement la possibilité au joueur d'utiliser des capsules secrètes (CS) qui lui permettent d'utiliser certaines attaques en dehors d'un match Pokémon. Ces CS permettent au joueur de déplacer certains obstacles, d'illuminer des endroits obscurs, ou encore de voyager sur l'eau. L'acquisition de certains badges réduit aussi les chances qu'un Pokémon puissant désobéisse aux ordres de son dresseur, ce qui fait de ces badges des symboles de respect entre Pokémon et dresseur. Certains badges augmentent aussi certaines statistiques des Pokémon du dresseur, comme leur force d'attaque ou leur vitesse. Huit badges d'arènes sont nécessaires pour combattre le Conseil des 4 dans chacune des régions géographiques contenant une ligue Pokémon (Kanto, Johto, Hoenn, Sinnoh, Unys, Kalos et Alola).
Dans l'anime, bien que les seules arènes montrées sont celles des jeux vidéo, il semble y avoir plus de huit arènes par région, car certains dresseurs ont été vus avec des Badges ne figurant pas dans les jeux vidéo (Régis, Morisson, Barry et Paul par exemple, possèdent des badges inconnus). Malgré cela, seuls huit badges sont nécessaires pour participer à la ligue Pokémon.

## Dans d'autres jeux
Un dresseur Pokémon qui semble être le protagoniste des premiers jeux vidéo Pokémon est un personnage jouable sur le jeu de combat de Nintendo Super Smash Bros. Brawl sur la console Wii. Ses vêtements par défaut ressemblent à ceux portés par le Dresseur Pokémon des versions Rouge Feu et Vert Feuille. Ce personnage, appelé "Dresseur Pokémon", enverra ses trois Pokémon (Carapuce, Herbizarre, et Dracaufeu) au lieu de se battre directement. Chaque Pokémon a ses propres attaques spéciales. Leur Smash Final est appelé le "Triple Finish", et est une combinaison des attaques Hydro Canon, Lance Soleil, et Déflagration. Le personnage Dresseur Pokémon reste dans le décor, et peut être vu en train de lancer des ordres au Pokémon combattant. Dans l'Émissaire Subspatial, il interviendra contre une bande de Primids avec son Carapuce (seul Pokémon qu'il a pour le moment) et Lucas de Mother 3 dans un zoo abandonné, puis ce dernier, voulant absolument sauver Ness (capturé par Wario), accompagne le Dresseur jusqu'aux ruines où ils feront face à Wario, mais ce dernier sera mis en échec. Puis dans les ruines, le Dresseur capturera Herbizarre et Dracaufeu. Ainsi armés, le Dresseur et Lucas devront affronter Galeon, un puissant robot de l'armée subspatiale, et ce dernier tente de s'autodétruire avec nos héros, mais ils seront sauvés in extremis par Meta Knight, Ike et Marth. Plus tard, le Dresseur sera témoin de la bataille entre Le Halberd et Le Great Fox, puis de l'invasion Primide dans le canyon, avant d'être sauvé par Mario, Pit, Link, Kirby et Yoshi. Puis, il devra faire face à Tabuu pour sauver le monde.